# وردرجنپتی
وردرجنپتی (به انگلیسی: Varadarajanpettai) یک زیستگاه انسانی در هند است که در Ariyalur district واقع شده‌است.

## خصوصیات
وردرجنپتی ۸٬۵۷۴ نفر جمعیت دارد.